# Zavoda László
Zavoda László (Óradna, 1929. július 26. – Beszterce, 2014. július 14.) román válogatott magyar labdarúgó, hátvéd. A román sportsajtóban Vasile Zavoda néven volt ismert. Testvére, Zavoda Ferenc szintén román válogatott labdarúgó volt.

## Pályafutása

### Klubcsapatban
1940-ben Nagybányán kezdte a labdarúgást, ahol 1948-ig játszott az ifjúsági csapatban. 1950-ben mutatkozott be a felnőtt között az akkor Metalul Baia-Mare-nak hívott csapatban. 1951 és 1964 között a CCA București együttesében szerepelt, ahol hatszoros bajnok és ötszörös kupagyőztes volt a csapattal. Az 1964–65-ös idényben az ASA Târgu Mureș együttesében játszott, majd visszavonult.

### A válogatottban
1951 és 1962 között 20 alkalommal szerepelt a román válogatottban. Hatszoros B-válogatott. Az 1952-es nyári olimpián szerepelt a román válogatottban.

### Edzőként
1977 és 1981 között a Steaua București csapatánál dolgozott, mint segédedző.

## Sikerei, díjai
- Román bajnokság
  - bajnok: 1951, 1952, 1953, 1956, 1959–60, 1960–61
  - 2.: 1954, 1957–58, 1962–63
  - 3.: 1958–59, 1963–64
- Román kupa
  - győztes: 1950, 1951, 1952, 1955, 1962
  - döntős: 1953